# Error de programari

Registre de 1947 d'un error informàtic causat per una arna. El terme bug ja es feia servir anteriorment a aquella data, com es pot comprovar a la nota.

Un error de programari (software bug en anglès) és un error o defecte que causa un resultat incorrecte o inesperat en un programa o sistema, o que es comporti de forma no prevista. Aquesta fallada pot presentar-se en qualsevol de les etapes del cicle de vida del programari encara que els més evidents es donen en l'etapa de desenvolupament i programació. Alguns errors poden ser de disseny (per exemple pressuposar que tots els usuaris tenen les mateixes habilitats motrius, visuals i auditives) comportant que el programa de còmput en qüestió no sigui utilitzable.

## Errors de programació comuns
- Divisió per zero
- Cicle infinit
- Problemes aritmètics com desbordaments (overflow) o subdesbordaments (underflow)
- Excedir la mida de l'array
- Utilitzar una variable no inicialitzada
- Accedir a memòria no permesa (access violation)
- Pèrdua de memòria (memory leak)
- Desbordament o subdesbordament de la pila
- Desbordament de búfer (buffer overflow)
- Blocatge mutu (deadlock)
- Indexació inadequada de taules en bases de dades.

## Errors d'instal·lació o programació
- Eliminació o substitució de biblioteques comunes a més d'un programa o del sistema (DLL Hell).
- Reiniciar arbitràriament la sessió d'un usuari perquè la instal·lació tingui efecte.
- Pressuposar que l'usuari té una connexió permanent a internet.

## Errors famosos
- El problema de l'any 2000, o l'error del mil·lenni, conegut amb el numerònim Y2K, possiblement l'error de programari més famós; es temia que el col·lapse econòmic a tot el món succeiria al començ de l'any 2000, com a resultat del fet que els ordinadors pensarien que era l'any 1900.

## Procedència de l'expressió"bug"
L'expressió "bug", procedent del mot anglès per insecte, es remunta al segle xix. En 1873 l'inventor Thomas Alva Edison detectà un problema en el seu maquinari causat per la intromissió d'un insecte, situació que originà el terme. Dècades més tard, els primers ordinadors funcionaven a partir de vàlvules termoiòniques, semblants a bombetes, que s'escalfaven molt. En ser ordinadors molt grans, era un fet freqüent que alguns insectes, com cuques, fessin els seus nius en alguns espais poc accessibles als grans ordinadors. Les vàlvules, en estar a temperatures molt altes, cremaven les cuques si s'hi acostaven molt, fet que provocava errors en el sistema de l'ordinador.